# Новоильменский
Новоильменский — посёлок в Новохопёрском районе Воронежской области России.
Входит в состав городского поселения Новохопёрск.

## Население
| 2005 | 2010 |
| ---- | ---- |
| 54   | ↘31  |

## Уличная сеть
- ул. Березовая
- ул. Дачная